# Emydocephalus
Genre
Emydocephalus est un genre de serpents de la famille des Elapidae. 

## Distribution
Les espèces de ce genre se rencontrent dans l'est de l'océan Indien et dans l'ouest de l'océan Pacifique. 

## Description
Ce sont des serpents marins venimeux.

## Liste des espèces
Selon The Reptile Database (23 juin 2020) :
- Emydocephalus annulatus Krefft, 1869
- Emydocephalus ijimae Stejneger, 1898
- Emydocephalus orarius Nankivell, Goiran, Hourston, Shine, Rasmussen, Thomson & Sanders, 2020

## Publication originale
- Krefft, 1869 : The Snakes of Australia; an Illustrated and Descriptive Catalogue of All the Known Species. Sydney, Govt. Printer, p. 1-100 (texte intégral).